# 176 (tal)
176 är det naturliga talet som följer 175 och som följs av 177.

## Inom vetenskapen
- 176 Iduna, en asteroid

## Inom matematiken
- 176 är ett jämnt tal.
- 176 är det 11:e pentagontalet.
- 176 är ett Praktiskt tal.
- 176 är ett oktogontal.